# Elisabeth Glauser
Elisabeth Glauser (* 1. Juni 1943 in Interlaken) ist eine Schweizer Opernsängerin (Mezzosopran) und Musikpädagogin.

## Leben und Karriere
Elisabeth Glauser studierte zunächst am Berner Konservatorium bei Felix Loeffel, bevor sie nach Stockholm zu Arne Sunnegaardh wechselte. Weitere Impulse erhielt sie von Carlo Zattoni.
Ein erstes Festengagement hatte sie zwischen 1971 und 1973 am Stadttheater Pforzheim. Darauf wechselte sie an das Stadttheater Freiburg, wo sie bis 1975 engagiert war. Von 1975 bis 1982 war sie festes Ensemblemitglied am Dortmunder Opernhaus. Ein letztes Festengagement hatte sie von 1982 bis 1988 an der Württembergischen Staatsoper in Stuttgart.
Während ihrer Festengagements ging sie einer regen Gastspieltätigkeit bei bedeutenden Festivals und Opernhäusern weltweit nach. So trat sie unter anderem zwischen 1976 und 1980 als Roßweiße bei den Bayreuther Festspielen im berühmten Jahrhundertring in der Inszenierung von Patrice Chéreau unter der musikalischen Leitung von Pierre Boulez auf.
In der Spielzeit 1979/80 sang sie am Hessischen Staatstheater Wiesbaden die Annina in einer Neuinszenierung der Strauss-Oper Der Rosenkavalier (Premiere: Februar 1980, Regie: Heinz Peters). In der Spielzeit 1979/80 übernahm sie außerdem an den Vereinigten Städtischen Bühnen Krefeld die Judith in einer Neuproduktion des Operneinakters Herzog Blaubarts Burg (Premiere: April 1980), wobei sie mit ihrem „schönen, in allen Lagen problemlos geführten Mezzosopran ihre dominierende Partie auf hohem Niveau ausfüllen konnte“. In der Spielzeit 1980/81 sang sie als Gast an den Städtischen Bühnen Lübeck die Fricka in Das Rheingold und war in ihrer Rolle eine Göttin „mit Niveau“. Im Juni 1983 sang sie bei den Schwetzinger Festspielen in der Uraufführung der Oper Die englische Katze von Hans Werner Henze „mit solidem Mezzo“ die Rolle der „gesund-derben“ Dorfkatze Babette; diese Partie übernahm sie in der Spielzeit 1983/84 auch an der Staatsoper Stuttgart und „demonstrierte, über welch glanzvolle Tiefen sie verfügt.“ In der Spielzeit 1983/84 gastierte sie in einer Neuinszenierung am Stadttheater St. Gallen in der Titelpartie der Britten-Oper The Rape of Lucretia (dt. Titel: Lucretia); als Lucretia war sie eine „steigerungsfähige, facettenreiche Künstlerin..., die ihre stimmlichen Mittel geschmack-...und effektvoll einzusetzen wußte.“ In der Spielzeit 1985/86 sang sie am Stadttheater Heidelberg die Herodias in der Oper Salome und am Theater Freiburg die Rolle der Mrs. Quickly in Falstaff.
1985 und bei Wiederaufnahme der Produktion im Sommer 1989 gastierte sie beim Glyndebourne Festival als Adelaide in Arabella. 1988 sang sie in Rom die Herodias in Salome, 1989 in Nizza die Annina in Der Rosenkavalier und 1990 die Mutter in Hänsel und Gretel an der Opéra national du Rhin in Straßburg.
Zu den Opernhäusern, an denen sie gastierte, gehörten das Teatro la Fenice in Venedig, das Teatro dell’Opera di Roma, das Teatro Comunale di Bologna, die Komische Oper Berlin, die Deutsche Oper am Rhein in Düsseldorf und Duisburg, die Oper Köln, die Staatsoper Hannover, das Opernhaus Zürich, das Grand Théâtre de Genève, das Teatro San Carlos in Lissabon und das Opernhaus von Nizza.
Daneben widmete sie sich auch dem Konzert- und Oratoriengesang. Seit 1988 ist sie Professorin für Gesang an der Hochschule der Künste in Bern.

## Repertoireauszug
- Alban Berg, Lulu – Gräfin Geschwitz
- Benjamin Britten, The Rape of Lucretia – Lucretia
- Hans Werner Henze, Die englische Katze
- Wolfgang Amadeus Mozart, Le nozze di Figaro – Marcellina
- Richard Strauss, Arabella – Adelaide
- Richard Strauss, Elektra – Klytämnestra
- Richard Strauss, Der Rosenkavalier – Annina
- Richard Strauss, Der Rosenkavalier – Octavian
- Richard Strauss, Salome – Herodias
- Giuseppe Verdi, Falstaff – Mrs. Quickly
- Giuseppe Verdi, Rigoletto – Maddalena
- Giuseppe Verdi, Il trovatore – Azucena
- Richard Wagner, Götterdämmerung – Waltraute
- Richard Wagner, Parsifal, Kundry
- Richard Wagner, Das Rheingold, Fricka
- Richard Wagner, Das Rheingold, Erda
- Richard Wagner, Siegfried, Erda
- Richard Wagner, Die Walküre, Fricka